# El Cerecillo
El Cerecillo är en ort i Mexiko.   Den ligger i kommunen Chicomuselo och delstaten Chiapas, i den sydöstra delen av landet, 800 km sydost om huvudstaden Mexico City. El Cerecillo ligger 619 meter över havet och antalet invånare är 219.
Terrängen runt El Cerecillo är varierad. Runt El Cerecillo är det ganska tätbefolkat, med 111 invånare per kvadratkilometer. Närmaste större samhälle är Frontera Comalapa, 17,5 km öster om El Cerecillo. I omgivningarna runt El Cerecillo växer huvudsakligen savannskog.